# چارلز یکم
چارلز یکم (۱۶۰۰-۱۶۴۹) پادشاه انگلستان، اسکاتلند و ایرلند از ۱۶۲۵ تا ۱۶۴۹ بود.
او دومین پسر جیمز اول بود که بعد از مرگ برادرش هنری فردریک به عنوان ولیعهد انتخاب شد و با مرگ پدرش در سال ۱۶۲۵ به عنوان دومین پادشاه انگلیس از دودمان استوارتها بر تخت نشست.
سیاست‌های او که به سلطنت مطلقه معتقد بود، باعث برانگیختن اختلافات شدید بین او و پارلمان‌های انگلیس و اسکاتلند شد که در نهایت به جنگ داخلی میان هواداران وی و هواداران پارلمان و شکست چارلز انجامید. چارلز حاضر به پذیرفتن خواسته‌های طرف مقابل و سلطنت مشروطه نشد و پس از محاکمه به اعدام محکوم شد. حکم اعدام وی در ۳۰ ژانویه ۱۶۴۹ اجرا شد. پس از اعدام چارلز رژیم سلطنت برای مدتی از میان رفت و به جای آن نظام جمهوری به رهبری الیور کرامول برقرار گردید.

## نگارخانه